# Foyer Assurances

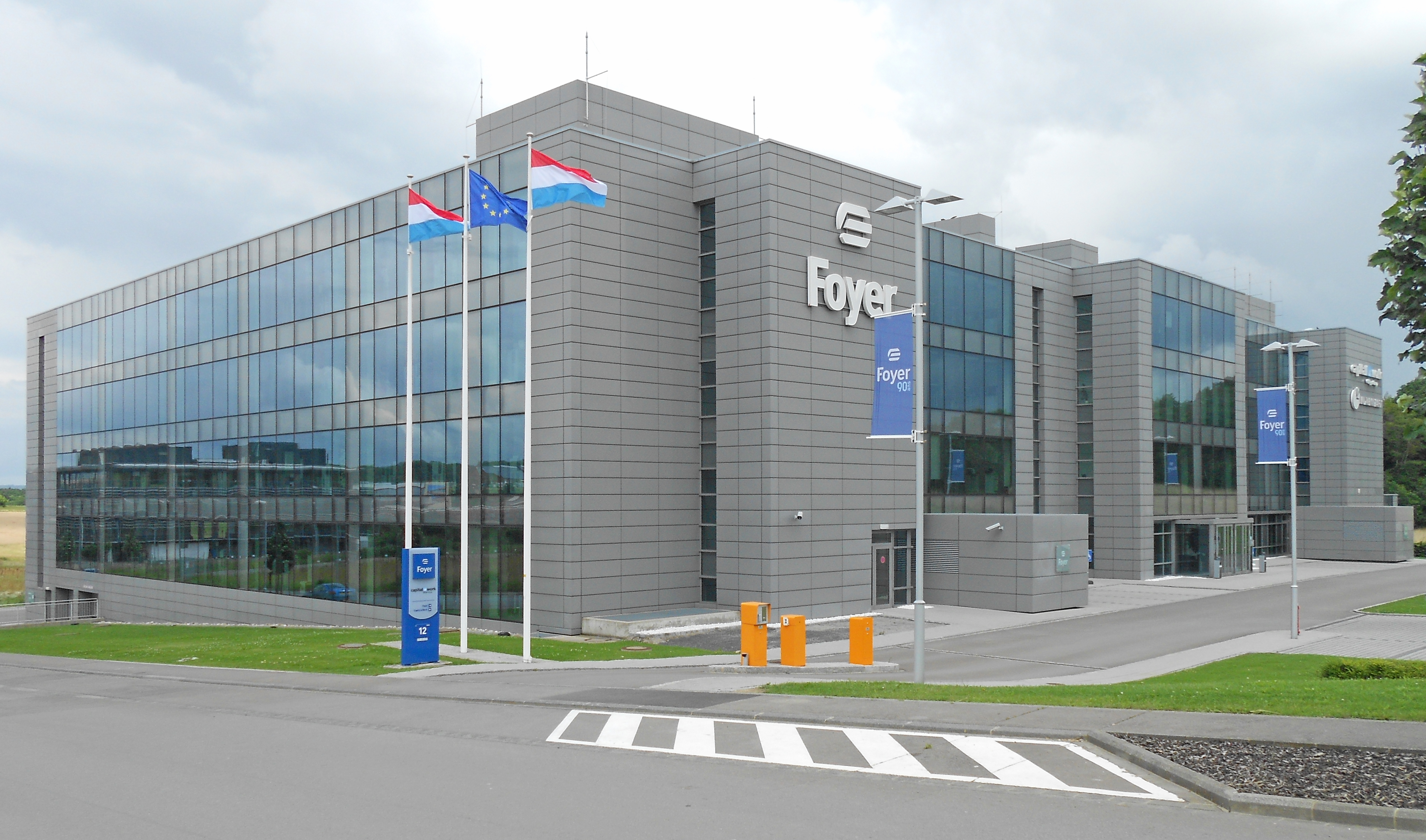
Verwaltungssitz von Foyer in Leudelingen

Foyer S.A. ist ein luxemburgisches Versicherungsunternehmen mit Sitz in Leudelingen.
Das Unternehmen wurde am 28. Oktober 1922 mit einem Kapital von 5 Millionen Francs durch Léon Laval als Le Foyer, Compagnie Luxembourgeoise d'Assurances S.A. gegründet. Es bietet Versicherungsleistungen im Privatsektor und im Geschäftssektor an. 2005 wurde der Name in Foyer geändert.
Die Aktien des Unternehmens werden an der Luxemburger Börse gehandelt und waren Bestandteil des LuxX Index.